# Susan Harris
 (septembre 2022).
Si vous disposez d'ouvrages ou d'articles de référence ou si vous connaissez des sites web de qualité traitant du thème abordé ici, merci de compléter l'article en donnant les références utiles à sa vérifiabilité et en les liant à la section « Notes et références ».
Susan Harris est une scénariste et productrice américaine née le 28 octobre 1940 à Mount Vernon, New York (États-Unis). Elle est principalement connue pour avoir créé Les Craquantes (The Golden Girls en anglais), une célèbre série télévisée américaine ayant été diffusée de 1985 à 1992. 

## Filmographie

### Comme scénariste
- 1998 : Trois hommes sur le green ("The Secret Lives of Men") (série télévisée)
- 1993 : Brighton Belles (série télévisée)
- 1992 : The Golden palace (série télévisée - certains épisodes)

### Comme productrice
- 1979 : Benson (série télévisée)
- 1980 : I'm a Big Girl Now (série télévisée)
- 1985 : Hail to the Chief
- 1988 : La Maison en folie ("Empty Nest") (série télévisée)